# Свободная экономическая зона в Крыму
Свободная экономическая зона в Крыму — свободная экономическая зона, созданная на Крымском полуострове в 2014/2015 годы после аннексии Крыма Россией, причём независимо как властями России, так и властями Украины. Свободная экономическая зона была создана как в России, так и независимо от неё и на Украине, считающей Крым временно оккупированной территорией. С украинской стороны отменена постановлением Верховной Рады Украины 1 июля 2021 года и прекратила своё существование 21 ноября 2021 года.

## Россия
Согласно российскому законодательству, свободная экономическая зона (СЭЗ) на территории Республики Крым и города федерального значения Севастополя создаётся на период в 25 лет с возможным продлением. Статус СЭЗ начал действовать с 1 января 2015 года и предусматривает некоторые особенности налогообложения в Крыму и Севастополе, особенности осуществления госконтроля, въезда, функционирования свободной экономической зоны.

### Эффективность
За 5 лет существования СЭЗ за счет особого режима осуществления предпринимательской и иной деятельности в экономику Крыма и Севастополя было привлечено 157 млрд руб. инвестиций, из них объём капитальных вложений превысил 104 млрд рублей. В качестве участника СЭЗ зарегистрировано 1704 хозяйствующих субъекта, которые осуществляли реализацию 1789 инвестиционных проектов в различных отраслях и секторах экономики Автономной Республики Крым и города Севастополя. Из них более 90 % имеют статус субъектов малого и среднего предпринимательства.
В рамках реализации инвестиционных проектов построено и введено в эксплуатацию более 4100 различных объектов инфраструктуры. Создано более 66 тыс. рабочих мест. Заместитель министра экономического развития Сергей Назаров отметил стабильный рост инвестиций в регионе как результат создания режима свободной экономической зоны, «невзирая на экономические санкции в отношении Крымского региона».

## Украина
С 27 сентября 2014 года на Украине вступил в силу закон о создании в Крыму свободной экономической зоны сроком на 10 лет. В частности, согласно принятому закону, на территории СЭЗ «Крым» не взимались общегосударственные налоги и сборы.
Законом Украины от 1 июля 2021 года СЭЗ «Крым» отменяется; документ вступил в силу с 21 ноября 2021 года.